# Woodrow West
Woodrow West (sinh ngày tháng 9 năm 19, 1985) là một cầu thủ bóng đá người Belize thi đấu ở vị trí thủ môn cho Honduras Progreso.

## Sự nghiệp câu lạc bộ
Vào tháng 2 năm 2008, West được ký hợp đồng bởi đội bóng Panama Atlético Chiriquí.

## Sự nghiệp quốc tế
Vào tháng 7 năm 2013 anh và đồng đội Ian Gaynair, được CONCACAF khen ngợi khi báo cáo một nỗ lực hối lộ họ trong trận đấu tại Cúp Vàng trước Hoa Kỳ.
Anh cũng thi đấu cho Belize tại vòng loại giải vô địch bóng đá thế giới 2018.